# Ubul
Az Ubul régi magyar személynév. Eredete bizonytalan, talán a germán Hugbald név Ubaldo formájából való. E név elemeinek a jelentése: gondolat és merész.

## Gyakorisága
Az 1990-es években szórványos név, a 2000-es években nem szerepel a 100 leggyakoribb férfinév között.

## Névnapok
- március 7.[2]
- május 16.[2]
- december 31.[2]

## Híres Ubulok
- Ubul, a honfoglaló és a Balogsemjén nemzetséget alapító Balog-Semjén leszármazottja (valószínűleg fia)
- Balogsemjén nembeli Ubul II. András király korában élt
- Fügedi Ubul(wd) geológus, bányamérnök, filozófus
- Kállay Ubul(wd) (1875–1952) történész, politikus, főispán, országgyűlési képviselő
- Ubul, a Garfield képregény- és rajzfilmsorozat kutyahőse (az angol eredetiben Odie a neve)